# Île Lemuy
Lemuy (qui vient du mapudungun : lemuy, « boisée ») est une île située au sud du Chili. C'est la troisième plus grande île de l'archipel de Chiloé, après l'Isla Grande et celle de Quinchao. Elle a une superficie de 97,3 km2 et correspond au territoire de la commune de Puqueldón. Tout comme l'île de Quinchao, elle est reliée au réseau électrique régional par le biais d'un grand câble tendu au-dessus du Canal Yal, qui la sépare de la commune de Chonchi. Une navette transporte véhicules et piétons de Puerto Huicha jusqu'à Chulchuy. 
On trouve, sur Lemuy, trois églises en bois inscrites sur la liste du patrimoine mondial par l'UNESCO : Aldachildo, Ichuac et Detif.